# Championnat de France de rugby à XV 1927-1928
Navigation
1926-1927 1928-1929

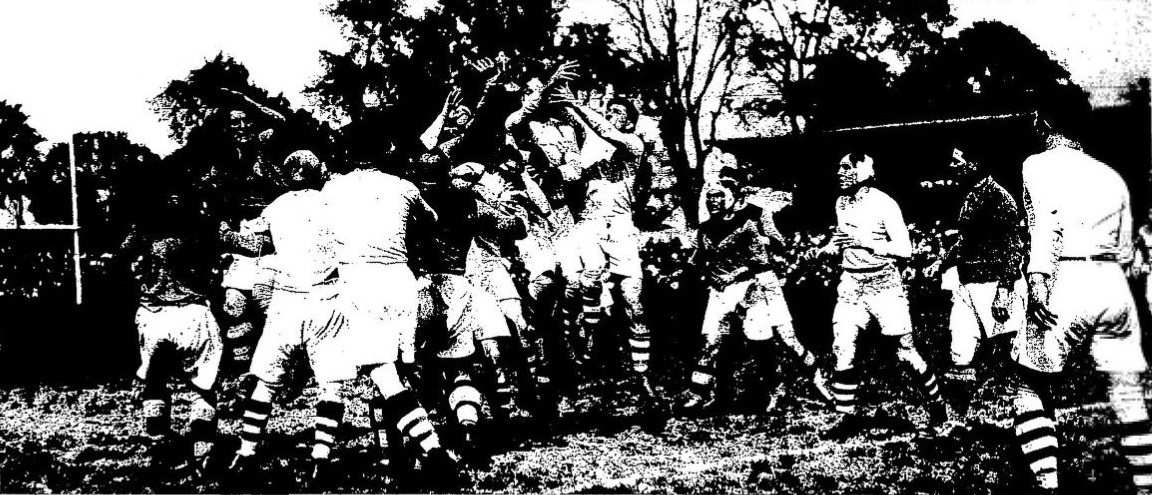
Touche demi-longue et balle aux palois.

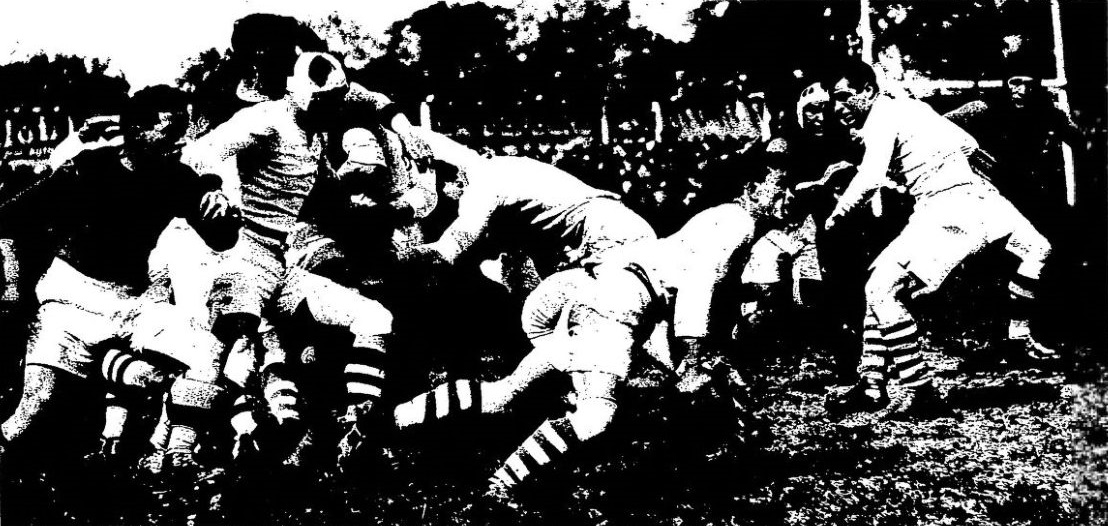
Sortie de mêlée pour Pau, le demi Crampes ouvre sur Sarrade.

Le championnat de France de rugby à XV de première division 1927-1928 est remporté par la Section paloise  qui bat l'US Quillan en finale.
La Section paloise remporte son premier titre de champion de France récompensé par le Coq de Bronze. La Section bat en finale l'équipe de l'US Quillan, équipe composée de joueurs débauchés d'autres clubs.

## Contexte
Le Tournoi des cinq nations 1928 est remporté par l'Angleterre, la France est dernière, marquée par la mort d'Yves du Manoir, le 2 janvier. Quillan est soutenu par un mécène, industriel du chapeau, Jean Bourrel, qui débauche un grand nombre de joueurs d'autres équipes notamment l'US Perpignan, pour les amener dans la petite ville de l'Aude, ce qui ne va pas sans faire des remous et causer des accusations de professionnalisme déguisé. Cela n'est pas suffisant pour gagner le titre : « Pau est champion de France : la morale est sauve. Et le béret a battu le chapeau. »

## Poules de cinq
Chaque équipe rencontre ses adversaires une seule fois (pas d'aller-retour), 3 points pour une victoire, 2 pour un nul et 1 pour une défaite.
- Poule A : Stade toulousain 12 pts, FC Lyon 8 pts, CA Périgueux 8 pts, AS Montferrand 6 pts, UA Libourne 6 pts
- Poule B : Arlequins Perpignan 11 pts, Stade français 10 pts, US Dax 7 pts, SU Agen 6 pts, FC Grenoble 6 pts
- Poule C : Section paloise 11 pts, US Quillan 8 pts, CA Bègles 8 pts, SAU Limoges 8 pts, Toulouse OEC 5 pts
- Poule D : SA Bordeaux 11 pts, AS Béziers 8 pts, CASG 8 pts, Aviron bayonnais 7 pts, SC Mazamet 6 pts
- Poule E : Stade hendayais 10 pts, Lyon OU 9 pts, AS Carcassonne 9 pts, SC Albi 8 pts, Stade Bagnères 4 pts
- Poule F : US Perpignan 10 pts, FC Lourdes 10 pts, US Cognac 8 pts, Biarritz olympique 8 pts, CA Villeneuve 4 pts
- Poule G : Racing CF 10 pts, Stade bordelais 10 pts, FC Lézignan 10 pts, US Montauban 6 pts, CA Brive 4 pts
- Poule H : AS Soustons 10 pts, RC Toulon 9 pts, RC Narbonne 9 pts, CS Pamiers 6 pts, Stadoceste tarbais 6 pts

Les deux premiers de chacune de ces poules sont qualifiés pour 4 poules de quatre. Des matchs de barrage sont nécessaires pour départager les clubs ex æquo dans 6 poules:
- Poule A : FC Lyon bat CA Périgueux 5 à 0
- Poule C : US Quillan bat CA Bègles 6 à 3
- Poule D : AS Béziers bat CASG 6 à 0
- Poule E : AS Carcassonne bat Lyon OU 4 à 0
- Poule G : Stade Bordelais bat FC Lézignan 9 à 0
- Poule H : RC Toulon bat RC Narbonne 15 à 0

## Poules de quatre
Le premier de chaque poule se qualifie pour les demi-finales.
- Poule A : Stade toulousain 8 pts, AS Béziers 6 pts, Stade Bordelais 5 pts, AS Soustons 5 pts
- Poule B : Section paloise 9 pts, Stade français 7 pts, US Perpignan 5 pts, FC Lyon 3 pts
- Poule C : US Quillan 8 pts, Arlequins Perpignan 7 pts, FC Lourdes 5 pts, Stade Hendayais 4 pts
- Poule D : RC Toulon 9 pts, SA Bordeaux 5 pts, Racing CF 5 pts, AS Carcassonne/LOU 5 pts - (après avoir porté réclamation pour une irrégularité commise au tour précédent le Lyon OU remplace l'AS Carcassonne après un match)

## Demi-finales
- à Bordeaux : Section paloise bat Stade toulousain 3 à 0
- à Toulouse : US Quillan bat RC Toulon 13 à 0

## Finale
Octave Léry, premier président de la FFR et les aviateurs  Dieudonné Costes et Joseph Le Brix assistent au match dans les travées du Stade des Ponts Jumeaux à Toulouse. 30 000 spectateurs avaient assistés à la finale.
| 6 mai 1928 | Section paloise 15 Henri Mounès 14 René Bernardini 13 Georges Caussarieu 12 Fernand Laclau 11 Fernand Taillantou 10 Robert Sarrade 9 Emile Crampes 8 Albert Cazenave 7 Joseph Châtelain 6 François Recaborde 5 Jean Bergalet 4 David Aguilar 3 Adrien Laborde 2 Jean Defrançais 1 Paul Saux | 6 - 4 (a. p.) (6 - 4) | US Quillan 15 Louis Destarac 14 Jean Bonnet 13 René Bonnemaison 12 Marcel Baillette 11 Fernand Taillantou 10 Amédée Cutzach 9 François Corbin 8 Eugène Ribère (cap.) 7 Gaudérique Montassié 6 Jean Galia 5 Giraud 4 Louis Parnaud 3 Georges Delort 2 Georges Martres 1 Guy Flamand | Stade des Ponts Jumeaux, Toulouse 30 000 spectateurs Arbitre : M. Marcel Heurtin |
| 6 mai 1928 | Essai(s) : 1 x Fernand Taillantou (30e) 1 x François Recaborde (37e) |                       | Drop(s) : 1 x Cutzach (20e) | Stade des Ponts Jumeaux, Toulouse 30 000 spectateurs Arbitre : M. Marcel Heurtin |
| 6 mai 1928 | |                       | | Stade des Ponts Jumeaux, Toulouse 30 000 spectateurs Arbitre : M. Marcel Heurtin |